# If You Can't Rock Me
«If You Can't Rock Me» —en español: «Si no puedes rockearme»— es una canción escrita por Mick Jagger y Keith Richards para su banda The Rolling Stones. Fue lanzada por primera vez en su disco It's Only Rock 'n' Roll de 1974.

## Interpretación de la letra
La letra se interpreta sobre el doble significado de la palabra "rock", refiriéndose a la música rock y al sexo. La canción comienza con Jagger cantando sobre estar arriba del escenario y sus deseos de tener sexo con las mujeres de la audiencia. No está buscando matrimonio, solo busca pasar la noche con una de ellas. Según el crítico de Rolling Stone, Jon Landau, el estribillo de "If you can't rock me somebody will" (en español: "Si no puedes rockearme alguien lo hará") es lo que convierte la canción "en la anticipada y enojada canción".
También hay otros significados que se le atribuyen a la canción. El periodista especializado en música James Hector sugiere que la frase "I think I better just sing one more song" (en español: "Creo que es mejor que solo cante una canción más") es más reveladora de lo que la banda pretendía, y señaló que el grupo estaba grabando la canción para cumplir con sus obligaciones contractuales con su compañía discográfica. El biógrafo de los Stones, Martin Elliot, describe las letras como "ácidas", sugiriendo que pueden reflejar el agotamiento de la banda con el estilo de vida del rock and roll y posiblemente incluso la propia relación de Jagger con su esposa Bianca.

## Descripción y recepción de la crítica
La música comienza con urgencia, con la batería de Charlie Watts y un riff de guitarra del guitarrista principal Mick Taylor. Sean Egan describe la canción como que tiene algo de energía, pero siente que la energía es "consciente de sí misma". Steve Appleford afirma que la energía proviene principalmente del canto de Jagger y de la batería de Watts. Richards, habitual guitarrista de los Stones, también toca el bajo en la canción, que Egan describe como "inusualmente fuerte". Richards incluso aporta un solo de bajo. Appleford encuentra la melodía "regular."
El crítico musical de Allmusic Stephen Thomas Erlewine describe el "cinismo ácido" de la canción como "sorprendente". Pero mientras Hector cree que la canción tiene muchos de los ingredientes para el éxito, incluyendo un "riff corto, un respaldo sólido y voz profunda, en contraposición a lo anterior, el sonido".Él siente que la canción se queda corta comparada con otras canciones de apertura de disco de los Stones. Héctor también critica la letra como "no memorables", pero sí observa su aspecto lúdico y autorreferencial. Para Robert Christgau, aun así, es la mejor canción del álbum.

## Grabación y legado
La canción fue grabada durante las sesiones del álbum It's Only Rock 'n' Roll, en los estudios Musicland de Múnich, Alemania; en el Rolling Stones Mobile Unit, ubicados en la casa de Mick Jagegr en Newbury, Inglaterra; y en los estudios Island Recording, en Londres, Inglaterra. Los ingenieros de sonido que participaron fueron Keith Harwood, Andy Johns y Glyn Johns.
«If You Can't Rock Me» fue una de los últimas canciones en las que el guitarrista de Mick Taylor tocó.
Los Stones han tocado en vivo a «If You Can't Rock Me» en varias de las giras incluyendo las del 1975, 1976, 2002 y 2003 y ha sido incluida en algunos de sus álbumes en vivo. Fue incluida en el disco en vivo Love You Live, parte de un medley con «Get Off of My Cloud» .

## Personal
Acreditados:
- Mick Jagger: voz
- Mick Taylor: guitarra eléctrica
- Keith Richards: guitarra eléctrica, bajo, coros
- Charlie Watts: batería
- Billy Preston: piano
- Ray Cooper: percusión